# Lutz Gebhardt
Lutz Gebhardt (* 18. März 1952 in Weimar; † 22. November 2024 in Erfurt) war ein deutscher Verleger und Autor von Fahrradreiseführern.

## Werdegang
Nach einer Elektrotechnikerlehre erwarb er im zweiten Bildungsweg sein Abitur und studierte anschließend an der Technischen Hochschule Ilmenau Elektrotechnik, wo er später auch promoviert wurde. Er gründete 1992 den Landkarten- und Touristikliteraturverlag grünes herz, der inzwischen zum größten Hersteller im touristischen Segment im Freistaat Thüringen geworden ist. Des Weiteren war Gebhardt bis ins Jahr 2022 Geschäftsführer des Demmler Verlags (seit 2002), des RhinoVerlags (seit 2005) und des BuchVerlags für die Frau (seit 2015). Mit dem RhinoVerlag übernahm er im Jahr 2006 die Restbestände des damals in Liquidation befindlichen Escher Verlags aus Gehren.
Schon zu DDR-Zeiten unternahm Gebhardt, oftmals mit Testrädern des VEB MIFA ausgestattet, Reisen in die damaligen Sozialistischen Sowjetrepubliken Tadschikistan, Usbekistan, Kirgisien und Kasachstan, die ihn in den Pamir und Tianshan führten. Diesem Hobby blieb er treu und konnte mit der nach der Wende neu gewonnenen Freiheit alle Kontinente mit dem Fahrrad bereisen.
Gebhardt war auch (Mit-)Autor zahlreicher Radreiseführer und Bildbände, unter anderem des legendären Radführers DDR von Moby Dick. Gebhardt hat vier erwachsene Kinder und lebte in Ilmenau.